# Melicucco
Melicucco est une commune italienne de la province de Reggio de Calabre, dans la région Calabre.

## Géographie
Située dans l'aire géographique de la plaine de Gioia Tauro, elle se trouve à 167 mètres au-dessus du niveau de la mer.

## Histoire
Ferme appartenant à la baronnie de San Giorgio Morgeto jusqu'en 1568, elle fut vendue dans la seconde moitié du XVIe siècle par Consalvo II de Cordoue à Violante della Quadra. Par la suite, il changea plusieurs fois de propriétaire, passant à Cola Tomarchiello da Tropea, à Ottavio Mangeruva, aux Ruffo di Scilla et aux Milano, dont il resta la propriété jusqu'à l'effondrement du système féodal, décrété par les lois napoléoniennes.
Agrandi à la fin du XVIIe siècle, il fut presque entièrement détruit par le tremblement de terre de 1783 qui dévasta toute la plaine du Gioia Tauro.
Au début du XIXe siècle, avec les réformes administratives mises en œuvre par les Français à la suite de la réorganisation du régime interne du Royaume de Naples (comme cela avait été décidé pour tous les États européens de l'époque au Congrès de Vienne convoqué à la veille de la défaite de Napoléon), la loi du 19 janvier 1807 en fit une Luogo, c'est-à-dire une Université du soi-disant Gouvernement de Polistena, pour être ensuite reléguée, avec la disposition du décret du 4 mai 1811 instituant Circondari e Comuni, à une localité de cette ville.
En juin 1935, des rumeurs en provenance de Rome font état de la possibilité concrète que le gouvernement fasciste rétablisse l'autonomie administrative de Melicucco.
Au début du mois d'août 1935, l'enthousiasme des habitants du Melicucco est refroidi par l'accident d'un avion à bord duquel des personnalités et des fonctionnaires se rendaient en Érythrée. Parmi les victimes figure le ministre du LL.PP., Luigi Razza, originaire de Vibo Valentia. Razza était sur le point de proposer non seulement l'élévation de « sa » Vibo Valentia au rang de province, mais il avait également manifesté son intérêt pour l'autonomie administrative de Melicucco, qu'il entendait proposer directement au Duce. L'ouverture de Luigi Razza à la cause du Melicucco s'explique par l'amitié personnelle que le ministre entretenait avec l'un de ses proches collaborateurs au ministère, un cadre originaire du Melicucco : Domenico Romano.
Le départ tragique de Luigi Razza suscite de nombreuses inquiétudes quant à l'autonomie administrative du Melicucco. Le 5 septembre de la même année, le Duce nomme le nouveau ministre de la LL.PP. Le choix de Benito Mussolini se porte sur un hiérarque fasciste : Giuseppe Cobolli Gigli. Les inquiétudes des habitants de Melicucca furent apaisées vers la fin du mois d'octobre 1935 : le Duce, respectant également les souhaits de Luigi Razza, s'était prononcé en faveur de la naissance de la nouvelle commune.
La naissance de la commune remonte au 14 juillet 1936, date à laquelle Melicucco, auparavant hameau de Polistena (depuis 1816 et jusqu'en 1936), devint autonome. Elle devient alors une commune indépendante, composée d'une partie du territoire de Rosarno et de Polistena.
Le retour à l'autonomie a été une condition qui a favorisé un développement très soutenu : il suffit de penser qu'en 75 ans, Melicucco a enregistré une énorme croissance urbaine et a plus que doublé sa population résidente, avec une augmentation qui n'a de comparaison avec aucune autre commune de la province de Reggio Calabria. Ce n'est pas un hasard si, en 1996, une étude de l'Istat a classé Melicucco parmi les dix premières communes italiennes ayant le taux de natalité le plus élevé.

## Origine du nom
Le nom de la commune dérive du grec melìkokkos qui signifie « micocoulier ».
Selon la légende, cet arbre possédait la capacité extraordinaire de donner une force herculéenne à ceux qui mangeaient ses fruits.
Selon l'historien Giovan Battista Pacichelli, le nom a été donné en raison de la douceur du climat et de la fertilité des terres.

## Monuments et sites d'intérêt

### Architecture religieuse
Dans la vieille ville se trouve l'église Saint-Nicolas l'Évêque.

## Traditions et folklore
Le 16 août, on célèbre la fête de San Rocco, précédée du « ciuccio », un âne en papier mâché équipé de poudre pyrotechnique. Le 6 décembre, on célèbre la fête de San Nicola Vescovo, patron de Melicucco. L'église principale porte son nom.

## Culture

### La cuisine
La cuisine de Melicucco peut être définie comme pauvre, mais en même temps riche en saveurs et en condiments. Le plat typique par excellence est la « maccarruna », des macaronis accompagnés d'une sauce à la viande de chèvre et de pommes de terre frites avec des poivrons et des aubergines. La « coddara » ainsi que les saucisses, la « nduja melicucchese » et la « soppressata » sont les fleurons de la tradition de Noël.
Le dessert typique est le nacatole, un biscuit frit à base d'œufs, de saindoux et de liqueurs parfumées. La cuisine locale se caractérise par la préparation artisanale de sauce tomate et de divers produits en saumure ou dans l'huile, tels que les olives, les piments, les sardines et les légumes en giardiniera. Un autre plat caractéristique de la cuisine de Melicucchese est le « i zippuli », qui, en plus d'être préparé comme dessert, est également préparé sous forme de beignets salés, farcis et salés.

## Économie
L'économie du village est essentiellement agricole, basée sur la production d'huile d'olive et d'agrumes (oranges et mandarines). L'industrie se compose de petites entreprises actives dans la construction, l'exploitation minière, la transformation et la conservation des fruits et légumes, le verre et la fabrication d'instruments optiques et photographiques, ainsi que les machines pour l'agriculture et la sylviculture.

## Infrastructures et transports
La commune est traversée par la route nationale 281 Rosarno-Marina di Gioiosa Ionica et est reliée à la route nationale 682 Jonio-Tirreno par le carrefour du même nom.

## Administration
| Période                                  | Période | Identité | Étiquette | Qualité |
| ---------------------------------------- | ------- | -------- | --------- | ------- |
|                                          |         |          |           |         |
| Les données manquantes sont à compléter. |         |          |           |         |

### Hameaux
San Fili.

### Communes limitrophes
Anoia, Cittanova, Feroleto della Chiesa, Polistena, Rosarno.